# Daniele Nannuzzi
Daniele Nannuzzi (Roma, 27 giugno 1949) è un direttore della fotografia italiano.
È figlio dell'autore della fotografia Armando Nannuzzi. È presidente, dal 2012, dell'Associazione Italiana Autori della Fotografia Cinematografica (A.I.C.)

## Biografia
Comincia a lavorare come assistente del padre Armando Nannuzzi nel film Incompreso (1966), di Luigi Comencini. Lavora poi al fianco di autori della fotografia come Pasqualino De Santis, David Watkin, Alex Thomson, Giuseppe Rotunno, Ennio Guarnieri, Leonida Barboni. In questo periodo di formazione sarà assistente operatore e operatore di macchina per film di registi come Luchino Visconti, Ettore Scola, Dino Risi o Liliana Cavani.

A metà degli anni Settanta debutta come autore della fotografia, orientandosi prevalentemente su produzioni di carattere internazionale.
Lavora con registi come Alejandro Jodorowsky (Santa sangre-Sangue santo, 1988), Carlo Lizzani (Cattiva, 1991), Sergej Fëdorovič Bondarčuk (Il placido Don, 2006), Jerry London (La primavera di Michelangelo, 1990, per il quale ottiene una nomination agli Emmy Awards nella categoria “Best cinematography”), Tinto Brass (Senso '45, 2002).

Fondamentale il suo incontro con Franco Zeffirelli, per il quale firma la cinematografia de Il giovane Toscanini (1988), dei due film-opera Cavalleria rusticana (1982) e Pagliacci (1982, vincitori di due Emmy Awards), di documentari come 12 registi per 12 città – episodio “Firenze” (1989), nel quale in un solo giorno usa contemporaneamente dieci macchine da presa dislocate in tutto il centro storico di Firenze, e di Omaggio a Roma (2009). Zeffirelli gli affida anche la regia e la cinematografia della seconda unità dei film Gesù di Nazareth (1977) e Un tè con Mussolini (1999).

Rilevante è anche la sua collaborazione con Enzo Monteleone, per la cinematografia del film El Alamein - La linea del fuoco (2002, premiata con un David di Donatello e un Globo d'oro alla miglior fotografia), per la miniserie televisiva Il capo dei capi (2007), e per il film Il tunnel della libertà (2004).

Nel 2004 viene scritturato dalla Touchstone Pictures per la miniserie Empire di John Gray, Kim Manners e Greg Yaitanes.

Nel 2015, in Canada, è la volta del film Manhattan Undying, di Babak Payami.

### Teatro
Parallelamente affianca un'intensa attività nel teatro, che lo vede impegnato nella regia della versione filmica e nell'illuminazione dei balletti Anna Karenina, Onegin e Rodin(2011) del coreografo Boris Eifman e nell'illuminazione del Madama Butterfly per la regia di Giorgio Ferrara e la scenografia di Gianni Quaranta, andato in scena nel 2012 al Teatro dell'Opera di Roma.
Cura anche l'illuminazione de Il giro di vite – the turn of the screw (2012) e The Piano Upstairs (2013), che inaugurano rispettivamente il 55º e il 56º Festival dei Due Mondi di Spoleto, e delle pièce La voce umana e Il bell'indifferente con regia di Benoît Jacquot, presentate anch'esse a Spoleto nel 2013.

Nel 2015 cura le luci per il Così fan tutte diretto da Giorgio Ferrara, con le scenografie di Dante Ferretti, che inaugura il 58º Festival dei Due Mondi di Spoleto, e per Casanova in Warsaw, di Krzysztof Pastor, che inaugura la stagione del balletto del Teatr Wielki w Warszawie.

## Filmografia

### Direttore della fotografia
- L'educanda (1975)
- Io e il duce (1985)
- I Love N.Y.  (1987)
- La morte avrà i suoi occhi (1987)
- Sing Sing chiama Wall Street (1987)
- Il segreto del Sahara (serie TV) (1988)
- Il giovane Toscanini (1988)
- Santa sangre-Sangue santo (1989)
- 12 registi per 12 città episodio “Firenze” (documentario) (1989)
- Cattiva (1991)
- Il cielo sotto il deserto (film TV) (1998)
- Nanà (film TV) (1999)
- La crociera (serie TV) (2001)
- La Sindone - 24 ore, 14 ostaggi (film TV) (2001)
- Senso '45 (2002)
- El Alamein - La linea del fuoco  (2002)
- Il quaderno della spesa (2003)
- The Wonders of the Vatican Library (documentario) (2004)
- Il tunnel della libertà (2004)
- Raul - Diritto di uccidere (2005)
- Empire (miniserie TV) (2005)
- Giovanni Falcone - L'uomo che sfidò Cosa Nostra (film TV) (2006)
- Il placido Don (2006)
- Così vanno le cose  (film TV) (2008)
- Due partite (2009)
- La pacificazione (cortometraggio) (2009)
- Omaggio a Roma (cortometraggio) (2009)
- Salomè - Una storia (cortometraggio) (2009)
- La donna velata (film TV) (2010)
- Interno giorno (2011)
- Manhattan Undying (2015)
- L'enfant du Sahara (2015)
- Una gita a Roma (2017)

### Fotografia seconda unità
- Gesù di Nazareth (regia e fotografia seconda unità) (1977)
- Codice Magnum (1986)
- Un tè con Mussolini (regia e fotografia seconda unità) (1999)

### Operatore e assistente operatore (parziale)
- Italian Secret Service (assistente operatore) (1968)
- I lunghi giorni dell'odio (operatore alla macchina  (1968)
- Un bellissimo novembre (assistente operatore)  (1969)
- Ludwig (assistente operatore) (1972)
- Storia di una monaca di clausura (assistente operatore) (1973)
- Appassionata (operatore alla macchina)  (1974)
- Qui comincia l'avventura (assistente operatore) (1975)
- Quelle strane occasioni (assistente operatore)  (1976)
- Al di là del bene e del male (assistente operatore) (1977)
- Gran bollito (operatore alla macchina) (1977)
- Ritratto di borghesia in nero (operatore alla macchina) (1978)
- L'isola degli uomini pesce (operatore alla macchina) (1979)
- Letti selvaggi (operatore alla macchina) (1979)
- Il fiume del grande caimano (operatore alla macchina)  (1979)
- Il vizietto II  (operatore alla macchina) (1980)
- Seagull Island (miniserie TV) (operatore alla macchina - 5 episodi) (1981)
- La pelle (operatore alla macchina) (1981)
- Philadelphia security (operatore alla macchina) (1982)
- Amityville Possession (operatore alla macchina)  (1982)
- Ballando ballando (operatore alla macchina)  (1983)
- Dagobert (operatore alla macchina)  (1984)

## Riconoscimenti
Oltre al David di Donatello e al Globo d'oro alla miglior fotografia per El Alamein - La linea del fuoco, Daniele Nannuzzi ha vinto numerosi altri premi, tra cui il Ace Award per la fotografia di Io e il duce (1985) di Alberto Negrin e una nomination agli Emmy Awards per la fotografia di La primavera di Michelangelo (1990) di Jerry London.

### David di Donatello
- 2002 - David di Donatello per il miglior direttore della fotografia per El Alamein - La linea del fuoco

### Globo d'Oro
- 2002 per El Alamein - La linea del fuoco

### Ace Award
- 1985 per Io e il duce

### Emmy Award
- 1990 - Nomination per la miglior fotografia per La primavera di Michelangelo

### Nastro d'argento
- 1969 – Nomination al Nastro d'argento per la miglior fotografia di Santa sangre-Sangue santo
- 2003 – Nomination al Nastro d'argento per la miglior fotografia di Il quaderno della spesa

### Premio Gianni di Venanzo
- 2003 – Esposimetro d'oro alla carriera

### Premio Qualità
- 1990 – Premio Qualità per Cattiva

### A.T.I.C. Award
- 1991 – A.T.I.C. Award per Il placido Don

### Grand Oursin d'Or
- 1978 – Grand Oursin d'Or per Il biscione alla Biennale di Beaulieu, Parigi

### Le Giornate della Luce
- 2023 – Quarzo d’Oro alla carriera